# Observació
L'observació és una de les fases, juntament amb l'experimentació, del mètode científic o verificació empírica. Ambdues són complementàries, encara que hi ha ciències basades en una d'aquestes dues únicament. Així, l'astronomia és el paradigma de les ciències basades en l'observació, car l'objecte dels seus estudis no pot ser dut a un laboratori.
L'observació consisteix en la mesura i el registre dels fets observables, segons el mètode científic i, per tant, per mitjà d'instruments científics.
Adquirir informació dels fenòmens que envolten a l'observador, sigui amb treball de laboratori o amb treball de camp, és usualment el primer pas del mètode empíric en la recerca científica. Aquestes observacions porten a la curiositat i al plantejament de preguntes sobre per què un fenomen ocorre, o la seva relació amb altres fenòmens.
Les observacions es poden classificar quant a la seva ocurrència, freqüència, durada, temps, dimensions qualitatives, entre altres.

## Científic

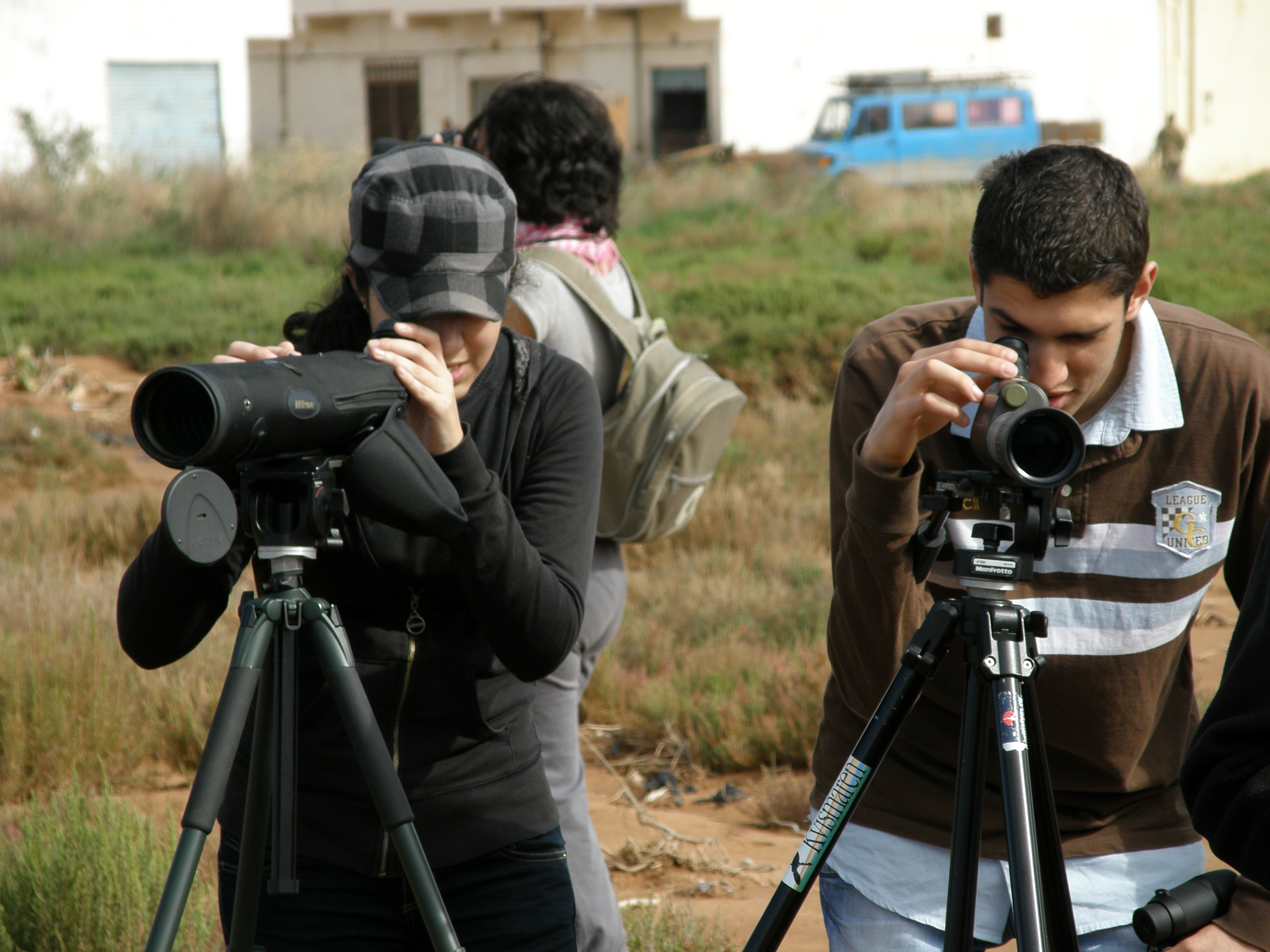
Persones observant aus

El mètode científic requereix observacions de fenòmens naturals per a formular i provar hipòtesis. Consta de los siguientes pasos: El mètode científic inclou els següents passos:
- Observar el fenomen: observació científica.
- Elaborar una hipòtesi teòrica com una possible explicació a aquest fenomen.
- Predir una conseqüència lògica amb això.
- Experimentar amb la predicció.
- Revisar qualsevol error de mesura o experimental.
- Arribar a una conclusió.

L'observació té un paper en el primer i quart pas de la llista anterior. En aquest recurs s'utilitzen els cinc sentits físics, juntament amb les tècniques de mesurament, test estandarditzats i els instruments de mesura. Les impressions sensorials humanes són subjectives i qualitatives, per la qual cosa són difícils de registrar o comparar. L'ús del mesurament es va desenvolupar per a permetre el registre i la comparació d'observacions realitzades en diferents moments i llocs, per diferents persones. El mesurament consisteix a utilitzar l'observació per a comparar el fenomen percebut amb un estàndard. La unitat patró pot ser un artefacte, un procés o una definició que tots els observadors puguin duplicar o compartir. En el mesurament, es compta el nombre d'unitats patró que és igual a l'observació. El mesurament redueix una observació a un número que pot registrar-se, i dues observacions que donin com a resultat el mateix número són iguals dins de la resolució del procés.
Els sentits humans són limitats i estan subjectes a errors de percepció, com les il·lusions òptiques. Els instruments científics es van desenvolupar per a ajudar a la capacitat humana d'observació, com les balances, els rellotges, els telescopis, els microscopis, els termòmetres, les càmeres i les gravadores. Els indicadors de pH també tradueixen en forma perceptible successos que són inobservables pels sentits, com l'indicador, i també tradueixen en forma perceptible successos inobservables pels sentits, com tints indicadors, voltímetres, espectròmetres, càmera d'infraroig, oscil·loscopis, interferòmetres, comptadors Geiger i receptors de ràdio.
Un problema que es planteja en tots els camps científics és que l'observació pot afectar el procés percebut, donant lloc a un resultat diferent del que s'obtindria si el procés no s'observés. Això es denomina efecte observador. Per exemple, normalment no és possible comprovar la pressió d'aire d'un pneumàtic d'automòbil sense deixar sortir part de l'aire, canviant així la pressió. No obstant això, en la majoria dels camps de la ciència, és possible reduir els efectes de l'observació a la insignificança utilitzant millors instruments.
Considerades com un procés físic en si mateixes, totes les formes d'observació (humana o instrumental) impliquen amplificació i són, per tant, termodinàmicament irreversibles, augmentant l'entropia.